# Tadeusz Zubiński
Tadeusz Zubiński (* 9. Februar 1953 in Suchedniów; † 25. März 2018 in Anin) war ein polnischer Schriftsteller, Übersetzer, Kritiker und Essayist.

## Werke
Zubiński publizierte in allen wichtigen polnischen Literaturzeitschriften wie Akcent, Fraza, Literatura, Odra, Opcje, Przegląd Powszechny, Świadectwo, Świętokrzyski Kwartalnik Literacki und Twórczość. Die Erzählung „Tajemnica“ und „Panorama Pilska“ ist in Lettland, Kanada, Österreich, in der Ukraine, in Großbritannien und in Irland erschienen.

### Buchpublikationen
- Dotknięcie wieku, Erzählungen, Warszawa 1996.[3]
- Sprawiedliwy w Sodomie, Erzählungen, Bydgoszcz 1996.
- Odlot dzikich gęsiv, Roman, Warszawa 2001.
- Nikodem Dyzma w Łyskowie, Roman, Bydgoszcz 2003.
- Góry na niebie, Roman, Kielce 2005.
- Ciche Kraje, Essays, Rzeszów 2006.
- Etniczne Dziedzictwo Bałtów, Essays, Warszawa 2007.
- Wieża i inne opowiadania, Erzählungen, Koszalin 2007.
- Burza pod lasem, Roman, Warszawa 2007.
- Wyspa Zaczarowana – Celtyckie legendy i mity dawnej Irlandii, Roman, Sandomierz 2008, 2009.
- Herder w Rydze i inne szkice bałtyckie, Essays, Toruń 2008.
- Mitologia Bałtyjska, Essay, Sandomierz 2009.
- Ogień przy drodze, Roman, Poznań 2010.
- Historia literatury łotewskiej i łatgalskiej, Essays, Sandomierz 2010.
- Goście stołu pańskiego, Novelle, Starachowice 2010.
- Słownik mitów i tradycji rodzimych narodów Estonii, Litwy i Łotwy, Essays, Starachowice 2010.
- Mitologia estońska i liwska, Essays, Sandomierz 2011.
- Dawno i daleko, Roman, Poznań 2011.
- Rzymska wojna, Roman, Szczecin, Brzeszcze 2012.[4]

## Preise
- Erster Preis beim gesamtpolnischen Kraszewski-Literaturwettbewerb, Biała Podlaska 1989.
- Preis der Natali-Gall-Stiftung 1995.
- Preis der Kultur-Stiftung 2000.
- Preis beim Stefan-Żeromski-Literaturwettbewerb 2003.
- Nominierung zum europäischen Angelus-Preis 2008.
- Buch des Monats im Literaturmagazin „Książki“ 5/2010 für das Buch „Ogień przy drodze“.
- Świętokrzyska Kulturpreis 2010.

## Referenzen
- Czachowska Agnieszka: Diabeł w szczegółach, anioł w drobiazgach. Res Publica Nowa 1997 nr 5 s. 60-61.
- Gnarowski Andrzej: Świat z odłamków rzeczywistości. Wiadomości Kulturalne 1997 nr 18 s. 20.
- Lalak Mirosław: Gra w opowieść i z opowieścią. Nowe Książki 1997 nr 6 s. 31-32.
- Łuszczykiewicz Piotr: Nadnotecka próba całości. Rocznik Nadnotecki 1997 t. 28 s. 135-138.
- Orski Mieczysław: Dotknięcie wieku. Przegląd Powszechny 1997 nr 10 s. 102-104.
- Tomczyk Łukasz: Dotknąć dotknięte. Opcje 1997 nr 3 s. 113-114.
- Bohdan Zadura: Ulubione  Szczegóły – Twórczość 6/1996, strona 158.